# Venuše Mélská
Venuše mélská (historicky správněji Afrodíta mélská, řec. Αφροδίτη της Μήλουm fr. Venus de Milo) je starověká socha z období helénismu a jedno z nejznámějších děl starořeckého sochařství.
Socha, vytvořená někdy mezi lety 130 a 100 př. n. l., je považována za zpodobení Afrodity, řecké bohyně lásky a krásy. Někteří učenci však tvrdí, že je to bohyně moře Amfitríta, uctívaná na ostrově Mélos, kde byla socha objevena a podle něhož byla nazvána. V současné době je trvale vystavena v muzeu Louvre v Paříži.
Za autora byl považován Praxiteles, ale pravděpodobnějším autorem je Alexandros z Antiochie. Text popisky v muzeu Louvre uvádí: „Afrodita, zvaná Venus de Milo, cca 100 př. n. l., ostrov Mélos, dar markýze de Rivière králi Ludvíku XVIII.“ (Markýz de Rivière byl francouzským velvyslancem v Osmanské říši.)

## Popis
Jde o mramorovou sochu mírně nadživotní velikosti (203 cm). Obě paže a původní podstavec se po objevení sochy ztratily. Pod pravým prsem je vyplněný otvor, který původně obsahoval kovový čep, který podpíral samostatně připevněnou pravou ruku.

## Objev a historie

### Objev
Socha byla pravděpodobně objevena 8. dubna 1820 rolníkem jménem Yorgos Kendrotas, uvnitř pohřebního výklenku ve starověkém městě Mélos. Mélos je současná vesnice Trypiti, na ostrově Milos v Egejském moři, který byl v té době částí Osmanské říše. Jako objevitelé jsou někdy zmiňováni Yorgos Bottonis a jeho syn Antonio.
Australský historik Edward Duyker, citující dopis francouzského konzula na Milosu v roce 1820, tvrdí, že objevitelem sochy byl Theodoros Kendrotas a že byl zaměněn se svým mladším synem Giorgiosem (uváděným foneticky jako Yorgos). Duyker tvrdí, že Kendrotas na okraji svého pozemku odvalil kámen ze zničené kaple, která kdysi tvořila součást římského gymnázia – a že objevil obdélnou dutinu o hloubce 1,2 × 1,5 metru (4' × 5') v sopečném tufu. Právě v této dutině, která měla tři křídla, si Kendrotas všiml horní části sochy.
Paul Carus uvádí jako místo objevu „zříceniny starověkého divadla v blízkosti hlavního města ostrova Castro“ a dodává, že Bottonis a jeho syn „náhodou narazili na malou jeskyni, pečlivě zakrytou těžkou deskou, která obsahovala mramorovou sochu ve dvou kusech, spolu s několika dalšími mramorovými fragmenty. Stalo se to v únoru 1820“. Toto tvrzení se opírá o článek v časopisu Century.
Bez ohledu na různá podání existuje shoda v tom, že socha byla nalezena ve dvou velkých kusech (horní část trupu a dolní část trupu s nohama) spolu s několika hermami, fragmenty levé paže, levou rukou držící jablko a soklem s nápisem. K objevu a hlubšímu průzkumu přiměl rolníka, která o ně zprvu nejevil zájem, mladý francouzský amatérský archeolog Olivier Voutier.

### Ve Francii
Francouzský konzul na ostrově zakoupil sochu od řeckého farmáře za 1000 franků (400 osmanských piastrů). Na sochu si dělal nárok také Ludvík I. Bavorský, který v roce 1817 zakoupil areál římského divadla na Mélu, kde měla být socha nalezena.
V roce 1871 bylo během povstání v Paříži vypáleno mnoho veřejných budov. Socha Venuše de Milo byla vynesena z Louvru v dubové bedně a ukryta v suterénu policejní prefektury. Ačkoli prefektura vyhořela, socha přežila nepoškozená.
V roce 1920 vzbudil sochař Robert Ingersoll Aitken rozruch, když kritizoval způsob vystavení, osvětlení a umístění sochy v muzeu.
Na podzim roku 1939 před očekávaným vypuknutím války přepravila nákladní auta divadla Comédie-Française mistrovská díla z Louvru na bezpečnější místa na venkově. Během 2. světové války byla socha Venuše mélské uložena na zámku Valençay spolu se sochou Níké Samothrácké a Michelangelovými otroky.
V roce 1964 byla vypůjčena na výstavu do Japonska. Loď, na které byla přepravována, vítalo v japonské Jokohamě 100 tisíc lidí a na sochu se přišlo podívat, z pohyblivého chodníku, 1,5 milionu návštěvníků.

## Věhlas
Věhlas Venuše mélské se dá přirovnat ke proslulosti, které se těší Mona Lisa.
Za svou slávu vděčí Venuše mélská velkému propagandistickému úsilí francouzských úřadů. Po bitvě u Waterloo roce 1815 Francie vrátila slavné klasické sochy Venuše Medicejské a Apollóna z Belvederu do Říma, odkud ji přivezl Napoleon Bonaparte. Venuše Medicejská byla považovaná za jednu z nejkrásnějších klasických soch. V roce 1816 koupil britský parlament Elginovy mramory pro Britské muzeum. Louvre podobně slavné dílo klasického umění nevlastnil. Když byl ředitel muzea Louvre hrabě Forbin od francouzského velvyslance v Athénách ujištěn, že Venuši mélská pochází rovněž z období starověkého Řecka, připsali její autorství slavnému sochaři Praxitelovi. Autorství na jeho žádost potvrdil i uznávaný historik klasického umění Quatremère de Quincy. Na lodi, která sochu v částech přivezla, byl i podstavec, který byl součástí sochy, ale později byl odstraněn. Jacques-Louis David, žijící tehdy v Belgii, si tajně nechal udělat kresbu sochy pro svou inspiraci od syna zaměstnance Louvru, který býval jeho žákem. Na nákresu je socha i s podstavcem, na kterém je čitelný nápis označující autora: Alexandros z Antiochie. Kresba byla využita i pro publikaci očitého svědka, restaurátora hraběte de Claraca, v níž uvedl, že socha pochází až z helénistického období. Francouzi se dlouho drželi své propagandistické teorie a opustili ji, až když se mezi světovými válkami změnil náhled na helénistické umění, které do té doby bylo považováno za úpadkovité.
Socha byla oceňována mnoha umělci a kritiky jako ztělesnění ideální ženské krásy. Nicméně Auguste Renoir patřil mezi její kritiky a označoval ji za „přerostlého četníka“.

## Ohlasy v moderní době
Venuše mélská inspirovala mnoho moderních umělcl, např. Cézanna, Magritta, Maxe Ernsta, Cliva Barkera či Jima Dina, jehož dvě velké Věnuše jsou na 6. Avenue v newyorském Manhattanu.
Salvador Dalí namaloval obraz Venuše mélská se zásuvkami (1936).
Venuše mélská byla součástí pečeti Americké společnosti plastických chirurgů (ASPS), jednoho z nejstarších sdružení plastických chirurgů na světě.
Píseň „Brown Eyed Handsome Man“ Chucka Berryho (a nazpívaná také Buddym Hollym), obsahuje text: „The Venus de Milo was a beautiful lass. She held the world in the palm of her hand. She lost both her arms in a wrestling match to win a brown eyed handsome man.“ (Venuše mélská byla pěkná holka, měla svět u nohou a ztratila obě ruce v zápasnickém souboji o srdce hnědookého hezouna.)
Čtvrtá skladba z alba Milese Davise z roku 1957 Birth of the Cool je „Venus de Milo“.
Plán krádeže Venuše mélské je zápletkou špionážního filmu Poslední z tajných agentů? Normana Abbotta (1966).
Populární píseň Lewise E. Genslera a Leo Robina „Love Is Just Around The Corner“ obsahuje text: „Venus de Milo was noted for her charms, But strictly between us, you're cuter than Venus, And what's more you've got arms.“ (Venuše mélská byla známá pro své kouzlo, ale mezi námi, Ty jsi roztomilejší než Venuše, a co víc, máš ruce.)
„Venuše“ je druhá skladba z prvního alba americké skupiny Television Marquee Moon (1977). Protagonista písně padne do náruče Venuše mélské.
Píseň „Touch Too Much“ na albu AC/DC Highway to Hell obsahuje texty: „She had the face of an angel smiling with sin, The body of Venus with arms.“ (Měla tvář usmívajícího se hříšného anděla, tělo Venuše s rukama.)
V únoru 2010 vydal německý časopis Focus na titulní straně protiřecký obrázek Venuše mélské se vztyčeným ukazováčkem vůči Evropě.

3. října 2012 francouzské aktivistky patřící k hnutí FEMEN demonstrovaly proti znásilnění nahoře bez před Venuší mélskou. Skupina uvedla, že si vybraly tuto sochu, protože socha nemá žádné zbraně, a proto symbolizuje ženskou bezmocnost a zranitelnost.

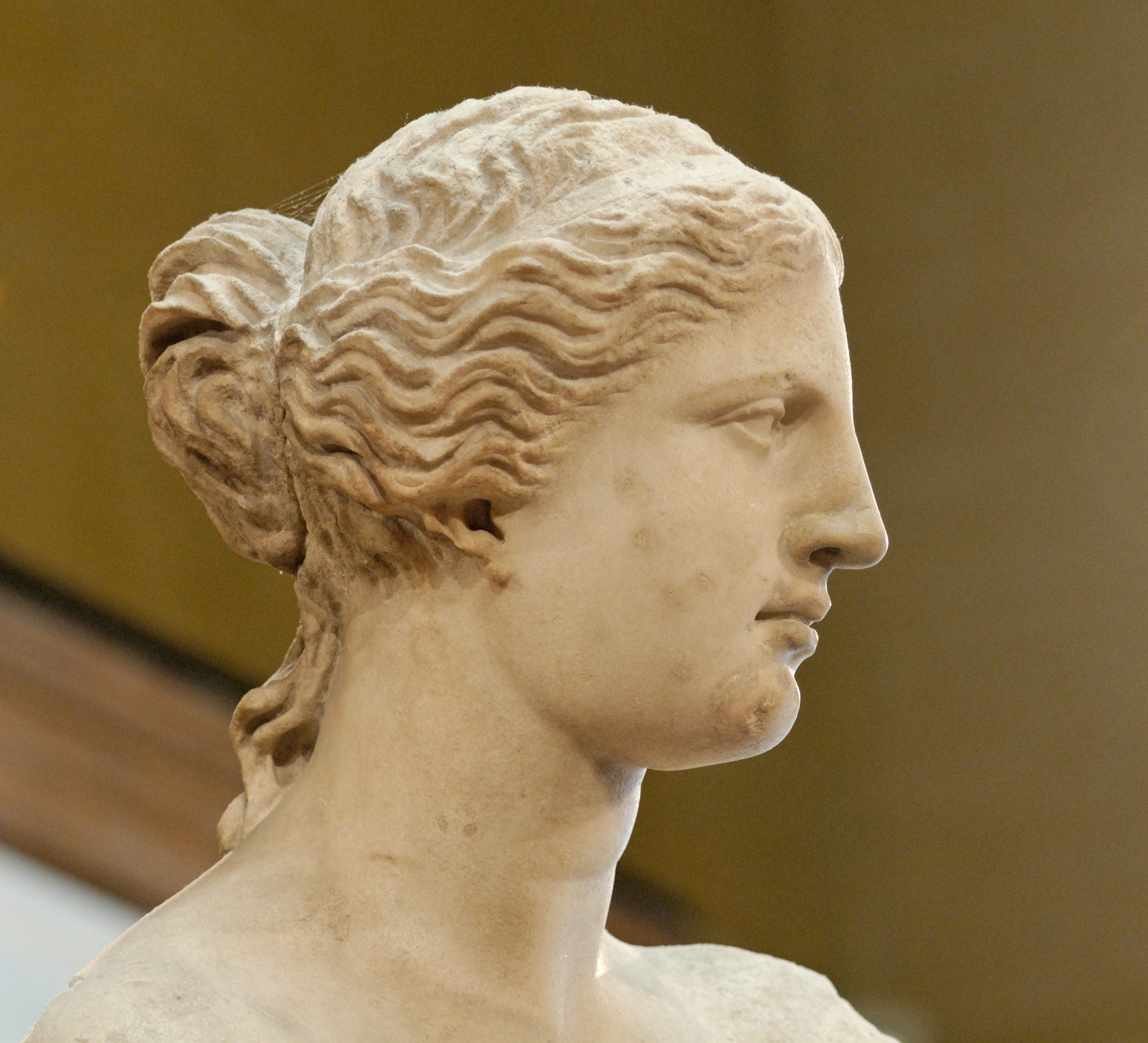
Detail hlavy
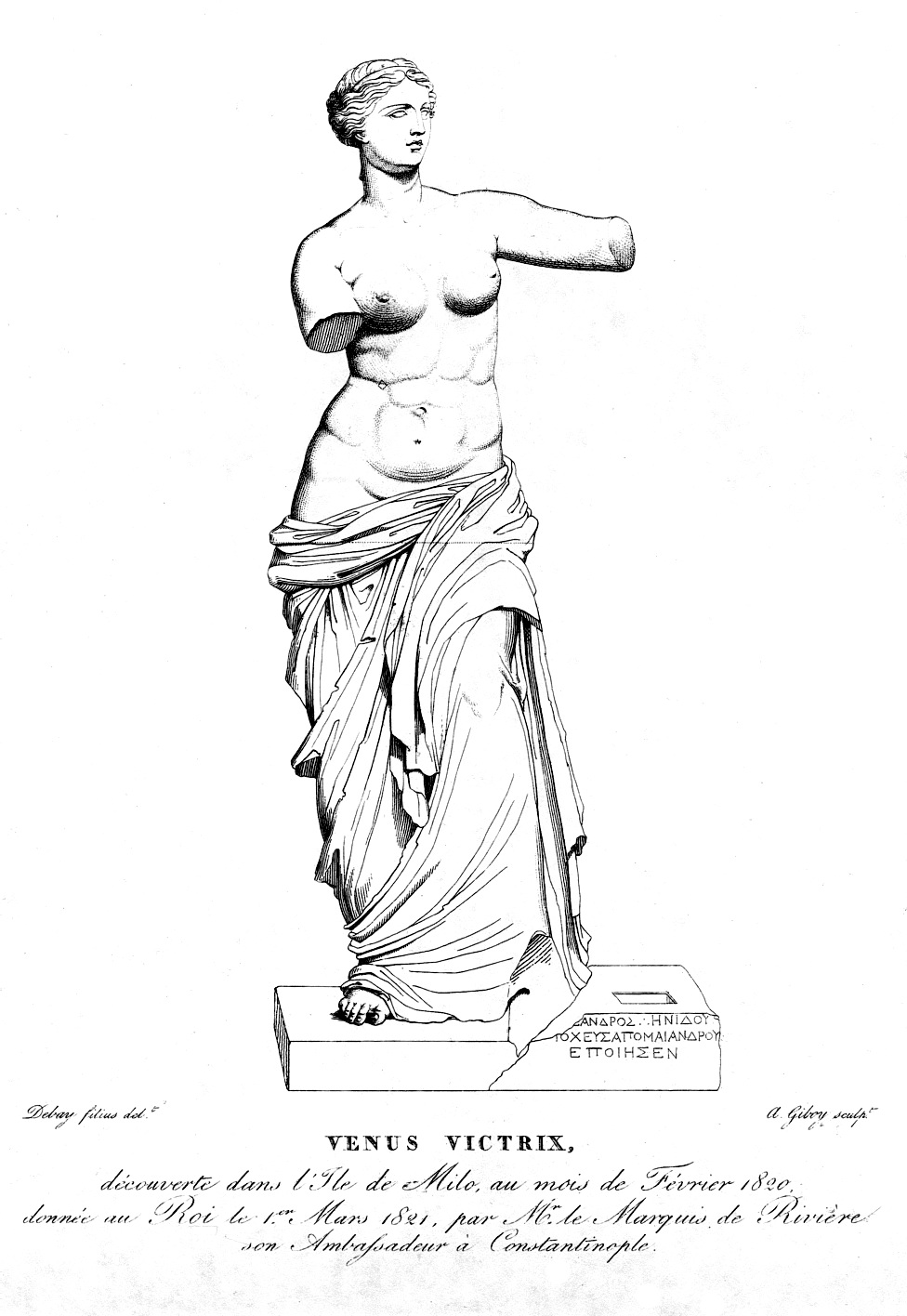
Kresba z roku 1821
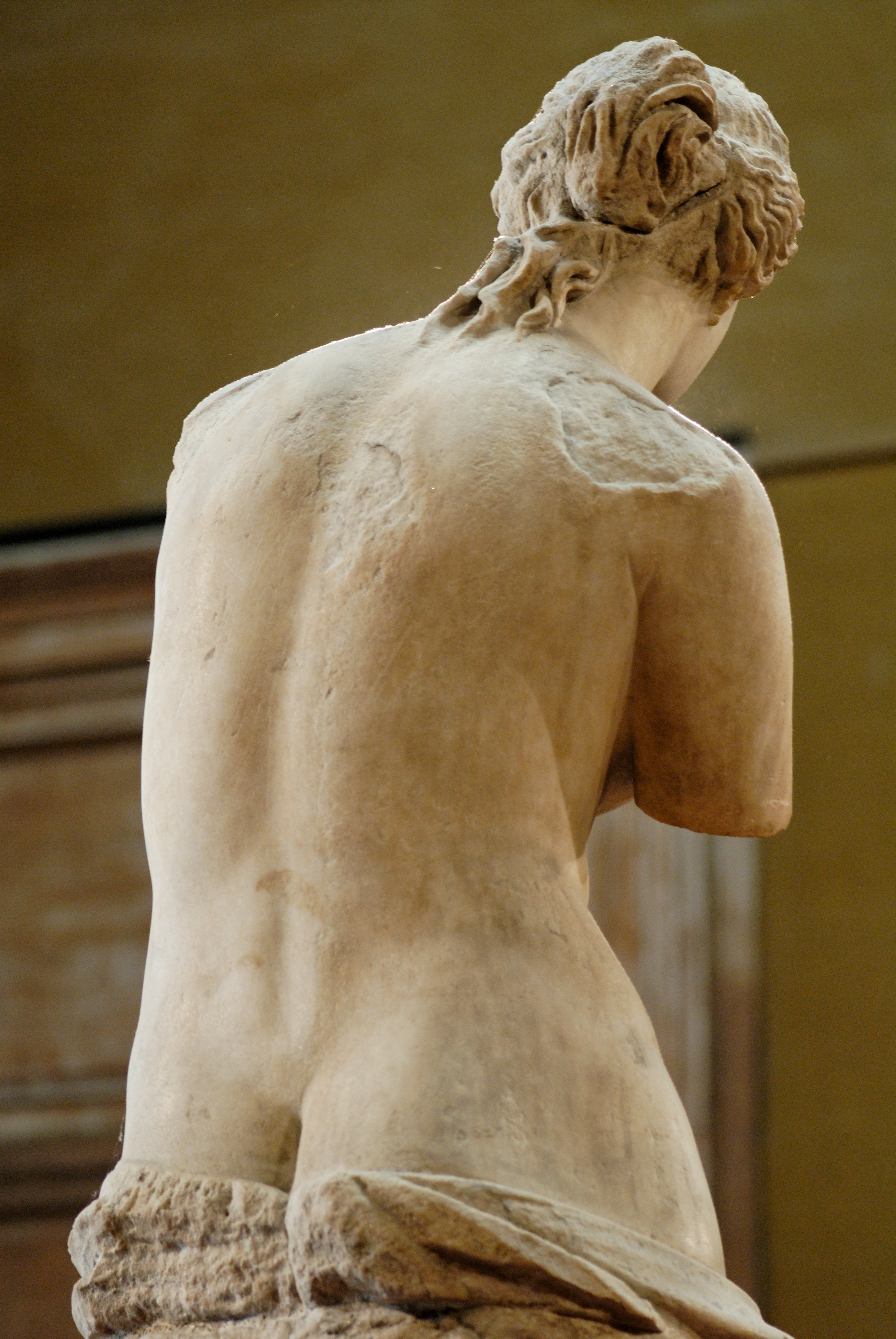
Socha Venuše zezadu